# Дитрих I от Холандия
Дитрих I от Холандия (на немски: Dietrich I von Holland; на нидерландски: Dirk van Holland; * ок. 1152; † 28 август 1197 в Павия) от род Герулфинги от Графство Холандия е епископ на Утрехт през 1197 г.
Той е син на граф Дитрих VI от Холандия († 1157) и съпругата му София фон Салм-Рейнек († 1176), дъщеря на пфалцграф Ото I фон Салм († 1150) и съпругата му Гертруда фон Нортхайм († 1154), дъщеря на маркграф Хайнрих Дебели.
Брат е на Флоренс III (1138 – 1190), граф на Холандия, Ото I (1145 – 1208), граф на Бентхайм и на Балдуин II († 1196) от 1178 г. епископ на Утрехт.
Дитрих е през 1196 г. домпроост в Утрехт. През 1197 г. е избран от император Хайнрих VI за епископ на Утрехт, но умира същата година в Павия.